# Café Versátil
Café Versátil es un programa de televisión emitido desde sus comienzos en el 2000 en Canal 5 de Montevideo para todo el Uruguay y actualmente por la RED TV para todo el país y el mundo, y también por Canal 7 de Maldonado. Es considerado el primer café gourmet de la televisión uruguaya y el único programa diario de producción nacional de su franja horaria durante su etapa en Canal 5.
Su productor, director y conductor es el profesor Rafael Goncalvez, oriundo del departamento de Canelones. En sus comienzos, "Café Versátil" fue una revista periodística y gurmé que se emitió en TNU hasta fines de 2008. El programa ha tenido como panelistas a profesionales de distintos rubros: gastronomía, espectáculos, música, artes visuales, manualidades y salud, entre otros. En los últimos años, el formato pasó a ser un café mano a mano con un invitado especial. 
Fue el programa más visto del canal durante años, en las tardes de lunes a viernes.[cita requerida]
El programa trascendió fronteras, llegando a Argentina en el año 2008, tras un rumor difundido por uno de sus panelistas, el periodista Daniel Alejandro. Este último dijo, en su columna de chimentos, que Marcelo Tinelli tendría un romance con la modelo uruguaya Eunice Castro. Esto trajo mucha polémica, no solo en Uruguay, sino también en la vecina orilla. A esto se sumó que la vedette Claudia Fernández, en ese momento trabajando para Ideas del Sur y además, como presentadora de Bendita TV (Canal 10), salió a defender a Eunice, hablando mal tanto del programa como de sus conductores.  Esto provocó un conflicto entre "Café Versátil" y la propia Claudia Fernández, con quien Rafael Goncalvez ya hizo las paces.[cita requerida]
"Café Versátil" contó a lo largo de sus temporadas con diferentes coconductoras que acompañaron a Rafael y le dieron un sabor especial a los diferentes ciclos.

## Coconductoras
- 2000, Cristina Morán, conductora, locutora y actriz legendaria de los medios uruguayos.
- 2001-2003, Isabel Jorge, conductora, periodista y locutora.
- 2004, Mónica De León, conductora y periodista.
- 2005, Alejandra Labraga, conductora y locutora.
- 2006, Alicia Garateguy, conductora y locutora.
- 2007-2009, Claudia Puerto, conductora, locutora, periodista, actriz y cantante.
- 2008, Mabel Altieri, conductora, periodista, locutora, poeta, actriz y profesora.
- 2012, Daniela Bravo y Mariela Pittamiglio
- 2013, Mariana Dardano, comunicadora y empresaria; y Adriana Expósito, comunicadora y empresaria
- 2015, Daiana Abracinskas.[1]

En el 2010, Claudia Puerto ya no participa como coconductora sino realizando la locución comercial del programa.
Habiendo renovado el contrato para empezar el ciclo 2009, asume un nuevo director dentro del canal que decide rescindir los contratos efectuados en el período de la dirección anterior, que estuvo a cargo de Sonia Breccia.
Por tanto, la salida del programa del canal oficial fue muy polémica, ya que no se le brindó explicación alguna ni al conductor del programa ni a ninguno de sus integrantes, según lo trascendido, hay intereses políticos detrás del levantamiento televisivo.
Durante el 2009 Café Versátil se emitió en el canal de cable TV Libre, y al año siguiente, pasa a emitirse en Canal 8 de Canelones y también sumó una versión radial diaria de lunes a viernes a las 15hs en Radio Canelones. En 2011 logra concretar la salida del programa en Montevideo, y vuelve a TV Libre, actualmente RTV. Pero en esta oportunidad con un formato diferente y a la noche, dejando de ser un magacín periodístico y gourmet pasando a ser un ciclo de entrevistas íntimas mano a mano y con un café de por medio entre el conductor y su invitado. En 2012 retorna a su clásico formato de revista gourmet periodística, pero esta vez saliendo en vivo por Canal 7 de Maldonado para todo el país, siendo la vuelta a la TV Abierta después de varios años de emitirse en cable. A la renovada propuesta emitida de lunes a viernes de 14 a 15:30hs, se suman dos nuevas coconductoras, la locutora Daniela Bravo y además Mariela Pittamiglio.
En enero del 2013, comienza la temporada número 14 del programa con renovada escenografía y además, con dos nuevas coconductoras, Mariana Dardano, exintegrante de Canal 5 TNU y la licenciada Adriana Expósito. La temporada 2014 volvió a ser un mano a mano entre el conductor y sus invitados. En el 2015 se integra a la conducción la periodista y comunicadora; Daiana Abracinskas, emitiéndose el programa en las mañanas de Canal U con diversos segmentos de interés general. En 2016 el programa pasa a emitirse por El País TV y vuelve a ser exclusivamente presentado por su conductor sin la presencia de ninguna coconductora como las temporadas anteriores. Durante el 2017 y 2018 el programa no salió al aire, regresando en 2019 a través de La Red TV. El programa continúa emitiéndose en la actualidad por la Red Uruguaya de Televisión.